# Troy Jaques
Pas d'image ? Cliquez ici

a Compétitions nationales et continentales officielles uniquement.

b Matchs officiels uniquement.
Dernière mise à jour le 12 décembre 2024.
 Troy Jaques, né le 11 mars 1972 à Newcastle en Nouvelle-Galles du Sud (Australie), est un joueur de rugby à XV international australien, jouant au poste de deuxième ligne ou de troisième ligne aile.

## Carrière

### En équipe nationale
Il dispute son premier test match avec l'équipe d'Australie le 8 juillet 2000 contre l'Afrique du Sud. Son dernier test match est contre la Nouvelle-Zélande, le 15 juillet 2000.

## Palmarès
- Finaliste du Super 12 en 1997 et 2000 avec les ACT Brumbies